# Superliga 2020 (calcio femminile Russia)
La Superliga 2020 è stata la 29ª edizione della massima serie del campionato russo, la prima edizione con la denominazione Superliga. La competizione, che era previsto iniziasse in primavera, a causa della pandemia di COVID-19 che ha colpito anche la Russia, ha subito uno slittamento al 1º agosto, per poi terminare il 22 novembre 2020. Il CSKA Mosca ha vinto il campionato per la seconda volta consecutiva.

## Stagione

### Novità
La stagione è stata caratterizzata da un cambio di denominazione della competizione, col passaggio da Vysšij Divizion a Superliga.
La Torpedo Iževsk, ultima classificata nel campionato 2019, non si è iscritta al campionato. Al suo posto era stato selezionato il Dončanka per l'ammissione alla massima serie russa, ma anche questa società ha rinunciato all'iscrizione per problemi finanziari. Infine, il posto in Superliga è stato preso dallo Zenit San Pietroburgo, sezione femminile del FK Zenit.
Nel mese di febbraio 2020 il Kubanočka è stato sciolto e, al suo posto, si è iscritto al campionato il Krasnodar, sezione femminile del FK Krasnodar, grazie al supporto finanziario del governo del Territorio di Krasnodar.

### Formula
A causa dell'avvio ritardato del campionato a causa della pandemia di COVID-19, anche la formula del torneo è stata modificata. Le 8 squadre partecipanti si sono affrontate in un girone all'italiana con partite di andata e ritorno per un totale di 14 giornate, invece del doppio girone all'italiana solitamente previsto. La squadra prima classificata è campione di Russia e ha guadagnato il diritto a partecipare alla UEFA Women's Champions League 2021-2022 partendo dal turno di qualificazione, assieme alla seconda classificata. Non erano previste retrocessioni.

## Squadre partecipanti
| Club                  | Città           | Stadio                       | Stagione precedente         |
| --------------------- | --------------- | ---------------------------- | --------------------------- |
| Čertanovo             | Mosca           | Arena Čertanovo              | 6º posto in Vysšij Divizion |
| CSKA Mosca            | Mosca           | Stadio Oktjabr' Arena CSKA   | 1º posto in Vysšij Divizion |
| Enisej                | Krasnojarsk     | Stadio Centrale              | 7º posto in Vysšij Divizion |
| Krasnodar             | Krasnodar       | Stadio Akademii FK Krasnodar | -                           |
| Lokomotiv Mosca       | Mosca           | Sapsan Arena                 | 2º posto in Vysšij Divizion |
| Rjazan'-VDV           | Rjazan'         | Stadio Spartak               | 5º posto in Vysšij Divizion |
| Zenit San Pietroburgo | San Pietroburgo | Stadio Akademija FK Zenit    | -                           |
| Zvezda 2005 Perm'     | Perm'           | Stadio Zvezda                | 4º posto in Vysšij Divizion |

## Classifica finale
Fonte: sito ufficiale RFS.
|  | Pos. | Squadra               | Pt | G  | V  | N | P  | GF | GS | DR  |
|  | ---- | --------------------- | -- | -- | -- | - | -- | -- | -- | --- |
|  | 1.   | CSKA Mosca            | 33 | 14 | 10 | 3 | 1  | 20 | 9  | +11 |
|  | 2.   | Lokomotiv Mosca       | 32 | 14 | 9  | 5 | 0  | 26 | 6  | +20 |
|  | 3.   | Zvezda 2005 Perm'     | 21 | 14 | 5  | 6 | 3  | 15 | 7  | +8  |
|  | 4.   | Rjazan'-VDV           | 19 | 14 | 5  | 4 | 5  | 12 | 11 | +1  |
|  | 5.   | Zenit San Pietroburgo | 15 | 14 | 4  | 3 | 7  | 14 | 14 | 0   |
|  | 6.   | Krasnodar             | 14 | 14 | 3  | 5 | 6  | 14 | 19 | -5  |
|  | 7.   | Enisej                | 11 | 14 | 2  | 5 | 7  | 5  | 15 | -10 |
|  | 8.   | Čertanovo             | 7  | 14 | 2  | 1 | 11 | 8  | 33 | -25 |

Legenda:
      Campione di Russia e ammessa alla UEFA Women's Champions League 2021-2022
      Ammessa alla UEFA Women's Champions League 2021-2022
Note:
Tre punti a vittoria, uno a pareggio, zero a sconfitta.
La classifica viene stilata secondo i seguenti criteri:
- Punti conquistati
- Punti conquistati negli scontri diretti
- Vittorie negli scontri diretti
- Differenza reti negli scontri diretti
- Reti realizzate negli scontri diretti
- Numero di vittorie
- Differenza reti generale
- Reti totali realizzate
- Sorteggio

## Risultati

### Tabellone
|                       | Čer  | CSK  | Eni  | Kra  | Lok  | Rja  | Zen  | Zve  |
| --------------------- | ---- | ---- | ---- | ---- | ---- | ---- | ---- | ---- |
| Čertanovo             | –––– | 1-2  | 0-1  | 3-0* | 1-3  | 0-1  | 0-4  | 0-5  |
| CSKA Mosca            | 1-1  | –––– | 3-0  | 2-2  | 0-3* | 1-0  | 2-1  | 1-0  |
| Enisej                | 0-1  | 0-3  | –––– | 1-0  | 1-1  | 0-2  | 0-1  | 0-0  |
| Krasnodar             | 4-0  | 1-2  | 0-0  | –––– | 0-3  | 2-0  | 0-3* | 1-1  |
| Lokomotiv Mosca       | 5-1  | 0-0  | 1-0  | 1-0  | –––– | 2-2  | 2-0  | 1-0  |
| Rjazan'-VDV           | 2-0  | 0-1  | 1-1  | 1-2  | 0-0  | –––– | 1-0  | 0-0  |
| Zenit San Pietroburgo | 3-0  | 0-1  | 0-0  | 2-2  | 0-3  | 0-1  | –––– | 0-0  |
| Zvezda 2005 Perm'     | 2-0  | 0-1  | 2-1  | 0-0  | 1-1  | 2-1  | 2-0  | –––– |

Le partite indicate con l'asterisco * sono state date vinte a tavolino.

## Statistiche

### Classifica marcatrici
Fonte: sito ufficiale RFS.
| Gol |  |  | Giocatore         | Squadra           |
| --- |  |  | ----------------- | ----------------- |
| 9   |  |  | Olesja Kuročkina  | Zvezda 2005 Perm' |
| 8   |  |  | Nelli Korovkina   | Lokomotiv Mosca   |
| 7   |  |  | Gabrielle Onguéné | CSKA Mosca        |
| 5   |  |  | Elena Kostareva   | Krasnodar         |
| 4   |  |  | Anna Kožnikova    | Lokomotiv Mosca   |
| 4   |  |  | Marina Fëdorova   | Lokomotiv Mosca   |
| 4   |  |  | Nadežda Smirnova  | CSKA Mosca        |
| 3   |  |  | Nika Belova       | Zenit             |
| 3   |  |  | Tatjana Morina    | Zenit             |
| 3   |  |  | Polina Organova   | Krasnodar         |
| 3   |  |  | Nadežda Koltakova | Rjazan'-VDV       |